# Kelemen József (mezőgazdász)
Kelemen József (Kömlő, 1942. július 2. –) magyar mezőgazdász, országgyűlési képviselő.

## Életpályája

### Iskolái
1960–1964 között elvégezte a gyöngyösi Nemecz József Mezőgazdasági Technikumot. 1975–1979 között a Ho Si Minh Tanárképző Főiskola biológia-mezőgazdasági ismeretek szakán tanult. 1992-től az Eötvös Loránd Tudományegyetem szociológia szakán is tanult.

### Pályafutása
1957-ben – az általános iskola után – segédmunkás lett a Heves és Vidéke Ktsz.-nél. 1959-től a 24. sz. Állami Építőipari Vállalat kubikosa volt. 1959–1960 között a Csepel Vas- és  Fémművek segédmunkása volt. 1964–1967 között a Heves Megyei Állattenyésztési Felügyelőségen dolgozott. 1968–1969 között az egri Laskó-völgyi Vízitársulatnál tevékenykedett. 1969–1971 között a Heves Megyei Takarmányozási és Állatforgalmi Felügyelőségen volt; 1973–1983 között mint forgalmazási csoportvezető. 1971–1973 között a Hevesi Állami Gazdaságnál felügyelő, munkavezető és telepvezető volt. 1983 óta a Gödöllői Állattenyésztési Vállalat forgalmazója.

### Politikai pályafutása
1989–1993 között az MDF tagja volt. 1989–1990 között az MDF verpeléti szervezetének szóvivője volt. 1990–1994 között országgyűlési képviselő (Pétervására: 1990–1993, MDF; 1993–1994: MIÉP) volt. 1993 óta a MIÉP tagja. 1994-ben országgyűlési képviselőjelölt volt. 2002-ben verpeléti független polgármesterjelölt volt.

## Családja
Szülei: Kelemen Pál és Czikó Erzsébet voltak. Két gyermeke van: Csaba (1971) és Gerda (1985).